# Ulița copilăriei
Ulița copilăriei este o nuvelă și un volum de nuvele și povestiri ale scriitorului român Ionel Teodoreanu. A apărut în 1923 (debutul editorial) la editura Cultura Națională.

## Cuprins
- Bunicii
- Ulița copilăriei
- Vacanța cea mare
- Cel din urmă basm[1]

## Rezumat
În Ulița copilăriei, naratorul prezintă viața fratelui său mai mic.

## Personaje
- Bunicul, Bunica
- Naratorul

## Primire
- George Călinescu - Prin adânca incursiune în sufletul copilăresc, prin atmosfera fericirii și prin prospețimea recepției, «Ulița copilăriei» și întâiul volum din «La Medeleni» sunt opere de valoare durabilă și adevăratele înfăptuiri ale scriitorului.[2][3]

## Istoria publicării
- Ionel Teodoreanu, Ulița copilăriei, Editura Cultura Națională, București, 1923. Ediția I[4]
- Ionel Teodoreanu, Ulița copilăriei, Editura Cartea Românească, București, 1929.[5] 1935. Ediția a IV-a.[6][7], 1938[8], 1941[9]
- Ionel Teodoreanu, Ulița copilăriei, Editura Cartea Românească, București, 1945[1]
- Ionel Teodoreanu, Ulița copilăriei, Editura Cartea Românească, București, 1947[10]
- Ionel Teodoreanu, Ulița copilăriei, Editura Tineretului,  București, 1966[11]
- Ionel Teodoreanu, Ulița copilăriei, Editura Ion Creangă, Biblioteca pentru toți copiii.  București, 1970, 1980
- Ionel Teodoreanu, Ulița copilăriei. În casa bunicilor, Editura Minerva, Colecția Arcade, București, 1980[12]
- Ionel Teodoreanu, Ulița copilăriei, Editura Hyperion, 1995[13]
- Ionel Teodoreanu, Ulița copilăriei, Editura 100+1 Gramar, 2004. ISBN 973-591-498-0[14]
- Ionel Teodoreanu, Ulița copilăriei, Editura Herra, 2007. ISBN 973-7923-79-0[15]
- Ionel Teodoreanu, Ulița copilăriei, Editura Agora, București, 2010, 2011[16]